# Három Ékkő
A Három Ékkő (szanszkrit: triratna, páli: tiratana) elsősorban az ind vallásokban használt kifejezés.

## Dzsainizmus
A dzsainizmusban a helyes hit, a helyes tudás és a helyes életvitel alkotja a Három Ékkövet, azaz a megszabaduláshoz vezető ösvényt. 
- A helyes hit abban áll, hogy csak Dzsina találta meg a születések örök körforgásából való szabadulás útját. Ő minden üdvösség egyedüli kútfeje.
- A helyes megismerés annak felismerése, hogy micsoda voltaképpen a világ, és miképpen lehet belőle szabadulni.
- A helyes életmód a tevékenységi ösztön és az érzékek elnyomását, megfékezését jelenti. Gyakorlati megvalósítását az öt nagy fogadalom segíti:

1. (ahimsza) tartózkodás minden élőlény bántalmazásától
2. (szatja) mindig igazat mondani
3. (asztéja) a tulajdon tisztelete; nem vehető el semmi, amit nem adnak
4. (brahmacsarja) szexuális önmegtartóztatás
5. (aparigraha) a tulajdonról és vágyakról való lemondás

A karma megsemmisítése után a lélek szabaddá válik, eljut a nirvánába, ez pedig minden dzsaina végcélja, amely csak szerzetesi életformával érhető el. 

## Buddhizmus
A buddhizmus által számon tartott három legértékesebb dolog, amelyet három drágaságnak is neveznek: Buddha, a dharma és a szangha. A bennük való menedékvétel a legfontosabb az összes buddhista gyakorlat közül. 